# 1777 au Québec
Cet article traite des événements survenus en 1777 au Québec. 

## Événements

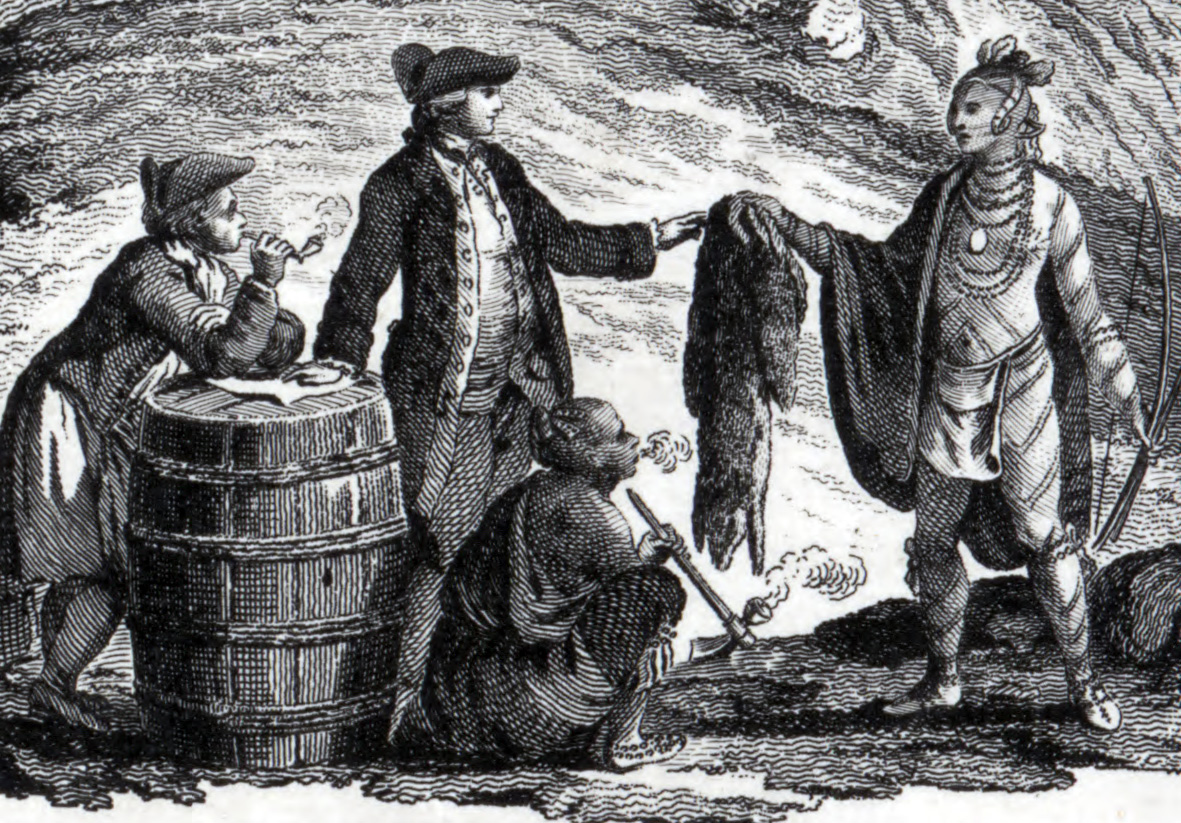
Commerce de fourrure avec des amérindiens en 1777

- 2 juin au 30 juin : Une milice américaine dirigée par John Allan entreprennent l'Expédition de la rivière Saint-Jean (en). Les britanniques réussissent à les chasser. Les américains ne reviendront plus en force en Nouvelle-Écosse.
- Juin : Guy Carleton donne sa démission comme gouverneur.
- 2 au 6 juillet : Siège de Fort Ticonderoga. Les britanniques prennent le fort sans grande bataille.
- Octobre : bataille de Saratoga, victoire décisive américaine et arrêt de l'offensive britannique pour reprendre les colonies anglaises par le nord.
- Frederick Haldimand est nommé gouverneur de la province de Québec.
- Fleury Mesplet imprime un premier Almanach canadien français.

## Naissances
- 20 juin : Jean-Jacques Lartigue, religieux.
- 24 juin : John Ross, explorateur de l'Arctique.
- 15 août : John McIntosh, découvreur de la pomme Mcintosh.
- 25 août : Joseph Badeaux (homme politique). (décédé le 12 septembre 1835 au Québec)
- Pierre Parrant, trappeur.

## Décès
- 4 mars : Pierre-Herman Dosquet, ancien évêque de Québec.
- 7 mai : Jean-Baptiste Nicolas Roch de Ramezay, lieutenant du roi en Nouvelle-France.